# 士幌站

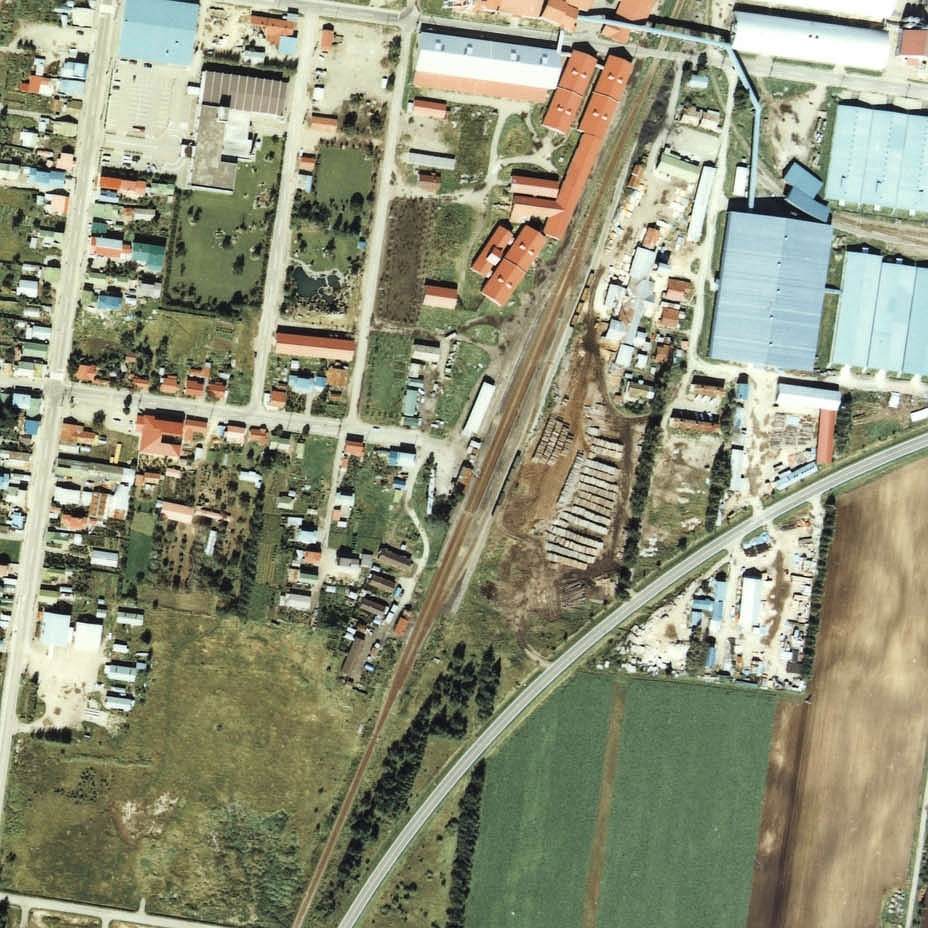
1977年的士幌站與方圓約500米範圍。上方為糠平方向。當時設有2面2線的相對式月台，外側設有貨物專用副本線。車站大樓旁邊設有缺角式貨物月台和引込線。右上方藍色大型屋頂的物體是農協倉庫。本線北邊設有路軌分支連接該處（專用線）。車站後方的堆場放置了紙漿木。

士幌站（日语：／ Shihoro eki */?）是位於北海道河東郡士幌町字士幌西2線，日本國有鐵道（國鐵）的士幌線車站（廢站）。隨著士幌線全線廢線，車站在1987年（昭和62年）3月23日廢除。

## 歷史
- 1925年（大正14年）12月10日 - 國有鐵道士幌線帶廣站至此站之間開通，此站啟用。當時為一般車站[1]。設置池田機關庫士幌駐泊所[2]。
- 1926年（大正15年）7月10日 - 士幌線延伸至上士幌站[2]。
- 1953年（昭和28年）12月11日 - 鋪設了農協專用線[2]。
- 1969年（昭和44年）11月28日 - 在士幌站調度中的7輛貨車發生暴走，直至7.5公里外的中士幌站。意外是由於連接機車和貨車之間的連結器係關閉，因此兩者連結時把貨車發生推撞而暴走[3]。
- 1982年（昭和57年）11月15日 - 結束處理車載貨物[1]。
- 1984年（昭和59年）2月1日 - 結束處理行李[1]。
- 1987年（昭和62年）3月23日 - 士幌線全線廢除，此站也廢除[1]。

## 車站構造
截至車站廢除前，此站是地面車站，設有2面2線的相對式月台。站內設有一些側線。車站大樓位於下行月台側（站內西邊）。此外，車站附近連接了2條士幌農協（JA士幌）設施的專用線。

## 車站周邊
- 北海道道417號士幌停車場線
- 國道241號（日语：国道241号）
- 道之驛Pia21士幌（日语：道の駅ピア21しほろ）
- 士幌町公所
- 帶廣警署（日语：帯広警察署）士幌駐在所
- 士幌郵局
- 帶廣信用金庫（日语：帯広信用金庫）士幌分店
- 士幌町農業協同組合（日语：士幌町農業協同組合）（JA士幌町）
- 十勝巴士（日语：十勝バス）、北海道拓殖巴士（日语：北海道拓殖バス）「士幌」巴士站

## 現況
車站遺址建設了「士幌交通公園」。公園內展出了車站大樓、2面2線的月台、此站、中士幌站的站名牌、車長車和貨車。車站大樓經常關閉，如有意內部參觀需要聯結士幌町公所（上午9～下午4時，星期六、日及假日除外）。

## 相鄰車站
日本國有鐵道
士幌線
中士幌－（新士幌臨時乘降場）－士幌－北平和

## 注腳
1. 1 2 3 4  停車場変遷大事典 国鉄・JR編 Ⅱ JTB 1998年10月發行
2. 1 2 3  釧路鐵道管理局史 昭和47年8月發行。
3. ↑  緊急連絡-貨車七両が暴走 十勝原野を7.5キロ《朝日新聞》昭和44年11月29日朝刊，12版，15面
4. ↑  士幌交通公園 （页面存档备份，存于）（日語） - 士幌町